# 3 Korpus Powietrznodesantowy (ZSRR)
3 Korpus Powietrznodesantowy (ros. 3-й воздушно-десантный корпус) – wyższy związek taktyczny Armii Czerwonej.
3 Korpus Powietrznodesantowy (3 KPD) utworzony został w maju 1941 roku, i do napaści III Rzeszy na Związek Radziecki stacjonował w Odeskim Okręgu Wojskowym. Od 22 czerwca 1941 roku podlegał dowódcy Frontu Południowego. W czasie niemieckiego ataku na Związek Radziecki 3 KPD prowadził działania bojowe w rejonie Kijowa. Z powodu dużych starat, na bazie 3 KPD w październiku 1941 roku utworzono 87 Dywizję Piechoty.

## Dowódcy korpusu
- gen. mjr Wasilij Głazunow[2]

## Struktura organizacyjna
Skład w 1941 roku:
- 5 Brygada Powietrznodesantowa
- 6 Brygada Powietrznodesantowa
- 212 Brygada Powietrznodesantowa
- 47 Dywizja Piechoty